# Fuente-Tójar
Fuente-Tójar es un municipio español de la provincia de Córdoba, Andalucía. En el año 2016 contaba con 711 habitantes. Su extensión superficial es de 23,66 km² y tiene una densidad de 30,05 hab/km². Se encuentra situado en la comarca de la Subbética Cordobesa, a una altitud de 600 metros y a 96 kilómetros de la capital de provincia, Córdoba.

## Demografía
Fuente-Tójar cuenta con una población de 681 habitantes (INE 2024).
| Gráfica de evolución demográfica de Fuente-Tójar entre 1857 y 2021 |
| |
| Población de derecho según los censos de población del INE Población de hecho según los censos de población del INEEntre el censo de 1857 y el anterior, aparece este municipio porque se segrega del municipio Priego de Córdoba |

## Fiestas y Patrimonio
Fuente Tójar es conocida por sus peculiares Danzantes y su danza que se ejecuta en la Feria de San Isidro (15 de mayo), que data del siglo XII. El 19 de marzo se celebra San José. Las fiestas de La Alcaparra, tienen lugar el segundo fin de semana de agosto y el 7 de octubre celebra a la Virgen del Rosario.
Patrimonio y Lugares a Visitar
- Iglesia de Nuestra Señora del Rosario. La actual iglesia es de época Barroca (1778).
- Cerro de las Cabezas ( yacimiento arqueológico)
- Ruta de las Fuentes
- Ruta de los Murales
- Museo Histórico Municipal
- Ermita del Calvario
- Mirador de la Canteruela ( en lo más alto del municipio, se tienen buenas vistas sobre "el mar de olivos" que rodea la localidad.